# Liste des chevaux d'État des États-Unis

Cette carte montre les états qui reconnaissent officiellement un cheval en rouge, et les deux états où des propositions ont été faites en jaune

La liste des chevaux d'État des États-Unis présente les douze chevaux retenus officiellement par certains États des États-Unis. Le plus ancien a été proposé en 1961 pour le Vermont, et les deux plus récents le furent en 2010 pour la Caroline du Nord et la Caroline du Sud.

## Liste des chevaux d'État
| État             | Race                      | Description | Image | Année de désignation | Ref           |
| ---------------- | ------------------------- | --- | ----- | -------------------- | ------------- |
| Alabama          | Racking Horse             | Le Racking Horse est une race connue pour son amble. L'association de race est établie à Decatur, en Alabama. |       | 1975                 | [ 1 ]         |
| Floride          | Florida Cracker Horse     | Le Florida Cracker a été amené en Floride dès le XVIe siècle. |       | 2008                 | [ 2 ] [ 3 ]   |
| Idaho            | Appaloosa                 | L'Appaloosa fait partie intégrante de l'histoire de cet État, à travers la tribu indienne des Nez-Percés |       | 1975                 | [ 4 ]         |
| Kentucky         | Pur-sang                  | L'industrie du Pur-sang est très implantée dans le Kentucky. |       | 1996                 | [ 5 ]         |
| Maryland         | Pur-sang                  | Le Maryland a lui aussi une longue histoire dans l'élevage et les courses de Pur-sang, qu'il maintient très activement |       | 2003                 | [ 6 ] [ 7 ]   |
| Massachusetts    | Morgan                    | Figure, l'étalon fondateur de la race est mort dans le Massachusetts en 1789. |       | 1970                 | [ 8 ]         |
| Missouri         | Missouri Fox Trotter      | Race développée dans le Missouri Ozarks. |       | 2002                 | [ 9 ]         |
| New Jersey       | Cheval                    | Pour justifier la désignation du cheval en général comme animal d'État, le New Jersey a fait valoir l'existence de 4 500 élevages hébergeant environ 40 000 chevaux, jouant un grand rôle dans la préservation des paysages et du mode de vie |       | 1977                 | [ 10 ]        |
| Caroline du Nord | Mustang colonial espagnol | Notamment le cheval des Outer Banks dans les Outer Banks, descendant de chevaux espagnols. |       | 2010                 |               |
| Dakota du Nord   | Nokota                    | Le Nokota développé dans les badlands du sud-oust du Dakota du Nord est nommé d'après les tribus d'indiens Nokota qui vivent historiquement dans ces lieux.                                                                                   |       | 1993                 | [ 11 ]        |
| Caroline du Sud  | Carolina Marsh Tacky      | Le Marsh Tacky provient des marais, et fait partie intégrante de l'histoire de l'État. |       | 2010                 | [ 12 ] [ 13 ] |
| Tennessee        | Tennessee Walker          | Le Tennessee Walker est un cheval d'allures provenant du Tennessee. |       | 2000                 | [ 14 ] [ 15 ] |
| Texas            | Quarter Horse             | L'histoire du Quarter Horse se mêle à celle du Texas, où la race était employée dans des courses et au travail de ranch. L'American Quarter Horse Association est basée à Amarillo, au Texas.                                                 |       | 2009                 | [ 16 ]        |
| Vermont          | Morgan (animal d'État)    | Le Morgan a été développé principalement dans le Vermont, dont provient, Figure, étalon fondateur, mort en 1821. |       | 1961                 | [ 17 ] [ 18 ] |